# Morti nel 2023/Aprile
| Questa pagina contiene informazioni ricavate automaticamente dalle voci biografiche con l'ausilio del template Bio e di un bot. L'aggiornamento è periodico e automatico e ricostruisce completamente la pagina. Se manca una persona in questa lista, sei pregato di non aggiungerla, ma accertati piuttosto che la sua voce biografica contenga il template Bio e che i dati anagrafici siano correttamente compilati. Se il template Bio manca, inseriscilo tu stesso o, in alternativa, metti l'avviso {{tmp\|Bio}} che ne segnala la mancanza. Se i dati riportati sono sbagliati, correggi direttamente la voce biografica; le modifiche saranno visibili in questa lista entro pochi giorni. Per chiarimenti vedi il progetto biografie. La lista contiene solo le 181 persone che sono citate nell'enciclopedia e per le quali è stato implementato correttamente il template Bio. Pagina aggiornata al 18 ago 2025. |

- 1º aprile - Ken Buchanan, pugile britannico (n. 1945)
- 1º aprile - Dario Campeotto, cantante, attore e doppiatore danese (n. 1939)
- 1º aprile - Ada D'Adamo, scrittrice e saggista italiana (n. 1967)
- 1º aprile - Cedric Henderson, cestista statunitense (n. 1965)
- 1º aprile - Michael Lipton, economista e compositore di scacchi inglese (n. 1937)
- 1º aprile - Ivan Romanzini, allenatore di calcio, dirigente sportivo e calciatore italiano (n. 1946)
- 1º aprile - Włodzimierz Schmidt, scacchista polacco (n. 1943)
- 1º aprile - Klaus Teuber, autore di giochi tedesco (n. 1952)
- 2 aprile - Domenico Cecere, calciatore italiano (n. 1972)
- 2 aprile - Paolo Ciofi, politico, economista e saggista italiano (n. 1935)
- 2 aprile - Greg Francis, cestista e allenatore di pallacanestro canadese (n. 1974)
- 2 aprile - Butch Miller, wrestler neozelandese (n. 1944)
- 2 aprile - Veronika Petrovici, chirurga rumena (n. 1934)
- 2 aprile - Gino Raffin, calciatore e allenatore di calcio italiano (n. 1936)
- 2 aprile - Seymour Stein, produttore discografico statunitense (n. 1942)
- 3 aprile - Mario Božić, calciatore bosniaco (n. 1983)
- 3 aprile - Nico Cirasola, regista, attore e sceneggiatore italiano (n. 1951)
- 3 aprile - Nigel Lawson, politico britannico (n. 1932)
- 4 aprile - Rinaldo Amorim, calciatore brasiliano (n. 1941)
- 4 aprile - Franco Carpanelli, architetto italiano (n. 1923)
- 4 aprile - Renato Costa, calciatore brasiliano (n. 1948)
- 4 aprile - Andrés García, attore messicano (n. 1941)
- 4 aprile - Birger Jensen, calciatore danese (n. 1951)
- 5 aprile - Bill Butler, direttore della fotografia statunitense (n. 1921)
- 5 aprile - Sergio Gori, calciatore italiano (n. 1946)
- 5 aprile - Jeanine Martin, cestista francese (n. 1946)
- 6 aprile - Jim Caldwell, cestista statunitense (n. 1943)
- 6 aprile - Paul Cattermole, cantante britannico (n. 1977)
- 6 aprile - Bernard Ford, danzatore su ghiaccio britannico (n. 1947)
- 6 aprile - Duško Gojković, trombettista, compositore e arrangiatore serbo (n. 1931)
- 6 aprile - Ingvar Hirdwall, attore svedese (n. 1934)
- 6 aprile - Bruce Petty, fumettista, scultore e regista australiano (n. 1929)
- 6 aprile - Piero Rattalino, pianista, musicologo e critico musicale italiano (n. 1931)
- 6 aprile - Norman Reynolds, scenografo e regista britannico (n. 1934)
- 6 aprile - Giorgio Torelli, giornalista e scrittore italiano (n. 1928)
- 7 aprile - Ian Bairnson, chitarrista britannico (n. 1953)
- 7 aprile - Philippe Bouvatier, ciclista su strada francese (n. 1964)
- 7 aprile - Benjamin Ferencz, giurista ungherese (n. 1920)
- 7 aprile - Alberto Fremura, pittore e scrittore italiano (n. 1936)
- 7 aprile - Elisabeth Kopp, politica svizzera (n. 1936)
- 7 aprile - Rachel Pollack, scrittrice e fumettista statunitense (n. 1945)
- 8 aprile - Peder Borgen, pastore protestante, teologo e storico delle religioni norvegese (n. 1928)
- 8 aprile - Giovanni Di Fonzo, politico italiano (n. 1948)
- 8 aprile - Enzo Di Martino, giornalista e critico d'arte italiano (n. 1938)
- 8 aprile - Michael Lerner, attore statunitense (n. 1941)
- 8 aprile - Kenneth McAlpine, pilota automobilistico britannico (n. 1920)
- 9 aprile - Dario Acquaroli, mountain biker e ciclocrossista italiano (n. 1975)
- 9 aprile - Antonietta Dosi, scrittrice, filologa classica e grecista italiana (n. 1930)
- 9 aprile - Ettore Fiorini, fisico italiano (n. 1933)
- 9 aprile - Roberto Frigerio, calciatore svizzero (n. 1938)
- 9 aprile - James Clifford Timlin, vescovo cattolico statunitense (n. 1927)
- 10 aprile - Pierre Lacotte, ballerino, coreografo e direttore artistico francese (n. 1932)
- 10 aprile - Anne Perry, scrittrice e assassina britannica (n. 1938)
- 11 aprile - Miguel Escobar, calciatore colombiano (n. 1945)
- 11 aprile - Pasquale Ferrara, politico italiano (n. 1950)
- 11 aprile - Jim McManus, attore britannico (n. 1940)
- 11 aprile - Stanislav Mitin, regista sovietico (n. 1950)
- 11 aprile - Alziro Molin, alpinista italiano (n. 1932)
- 11 aprile - Giōrgos Mpompolas, imprenditore e editore greco (n. 1928)
- 11 aprile - Dana Němcová, psicologa ceca (n. 1934)
- 11 aprile - John Olsen, pittore e viaggiatore australiano (n. 1928)
- 11 aprile - Sandro Panseri, attore italiano (n. 1945)
- 11 aprile - Meir Shalev, scrittore, conduttore televisivo e umorista israeliano (n. 1948)
- 11 aprile - Zafrullah Chowdhury, attivista, politico e medico bangladese (n. 1941)
- 12 aprile - Ivo Babuška, matematico ceco (n. 1926)
- 12 aprile - Silvio Bergia, fisico italiano (n. 1935)
- 12 aprile - James Bradley, cestista statunitense (n. 1955)
- 12 aprile - Jacques Gaillot, vescovo cattolico e attivista francese (n. 1935)
- 12 aprile - Tibisay Lucena, politica venezuelana (n. 1959)
- 12 aprile - Jah Shaka, musicista giamaicano (n. 1950)
- 12 aprile - Yves Sillard, ingegnere e aviatore francese (n. 1936)
- 12 aprile - Megan Terry, drammaturga e sceneggiatrice statunitense (n. 1932)
- 13 aprile - Craig Breen, pilota di rally irlandese (n. 1990)
- 13 aprile - Lorenzo Holzknecht, scialpinista italiano (n. 1984)
- 13 aprile - Julia Ituma, pallavolista italiana (n. 2004)
- 13 aprile - Mary Quant, stilista, inventrice e imprenditrice britannica (n. 1930)
- 13 aprile - Thubten Zopa Rinpoche, monaco buddhista nepalese (n. 1946)
- 14 aprile - Enore Boscolo, calciatore italiano (n. 1929)
- 14 aprile - Emmanuel Ebiede, calciatore nigeriano (n. 1978)
- 14 aprile - Luigi Mele, ciclista su strada italiano (n. 1937)
- 14 aprile - Murray Melvin, attore britannico (n. 1932)
- 14 aprile - Abel Posse, scrittore, diplomatico e giornalista argentino (n. 1934)
- 14 aprile - Garn Stephens, attrice e sceneggiatrice statunitense (n. 1944)
- 15 aprile - Mario Fratti, drammaturgo italiano (n. 1927)
- 15 aprile - Virgilio Tosi, regista, divulgatore scientifico e storico del cinema italiano (n. 1925)
- 16 aprile - Rod Hebron, sciatore alpino canadese (n. 1942)
- 16 aprile - Ahmad Jamal, pianista statunitense (n. 1930)
- 16 aprile - Cesare Marchetti, fisico italiano (n. 1927)
- 16 aprile - Eddie Colquhoun, calciatore scozzese (n. 1945)
- 17 aprile - Tomás Diez Acosta, militare e storico cubano (n. 1946)
- 17 aprile - Ivan Conti, batterista brasiliano (n. 1946)
- 17 aprile - Franco Corbella, karateka, maestro di karate e dirigente sportivo italiano (n. 1943)
- 17 aprile - Josip Duvančić, calciatore e allenatore di calcio croato (n. 1935)
- 17 aprile - Lázár Lovász, martellista ungherese (n. 1942)
- 17 aprile - James Melcher, schermidore statunitense (n. 1939)
- 17 aprile - Luis Márquez Martín, calciatore spagnolo (n. 1971)
- 17 aprile - Claudio Nicolini, politico e fisico italiano (n. 1942)
- 17 aprile - Ernst Oberaigner, sciatore alpino e allenatore di sci alpino austriaco (n. 1932)
- 17 aprile - Elserino Piol, dirigente d'azienda italiano (n. 1931)
- 17 aprile - Chris Smith, giocatore di football americano statunitense (n. 1992)
- 17 aprile - April Stevens, cantante statunitense (n. 1929)
- 17 aprile - Pavlo Škapenko, calciatore ucraino (n. 1972)
- 18 aprile - Antonio Girardo, calciatore italiano (n. 1937)
- 18 aprile - Willie McCarter, cestista e allenatore di pallacanestro statunitense (n. 1946)
- 18 aprile - Sammy Nicholl, calciatore maltese (n. 1934)
- 18 aprile - Leandro Polverini, storico italiano (n. 1935)
- 18 aprile - Anita Sanders, attrice e modella svedese (n. 1942)
- 18 aprile - Franco Sattolo, calciatore e allenatore di calcio italiano (n. 1936)
- 19 aprile - Nereo Baliello, pallavolista, allenatore di pallavolo e dirigente sportivo italiano (n. 1931)
- 19 aprile - Angelo Carella, calciatore e allenatore di calcio italiano (n. 1949)
- 19 aprile - Robi, calciatore e allenatore di calcio spagnolo (n. 1951)
- 19 aprile - Moon Bin, cantante, ballerino e attore sudcoreano (n. 1998)
- 19 aprile - Jeremy Nobis, sciatore alpino statunitense (n. 1970)
- 19 aprile - Charles-Ferdinand Nothomb, politico belga (n. 1936)
- 19 aprile - Coulter Osborne, cestista canadese (n. 1934)
- 19 aprile - Elena Pampoulova, tennista bulgara (n. 1972)
- 19 aprile - Federico Salvatore, cantautore e cabarettista italiano (n. 1959)
- 19 aprile - Bud Shuster, politico statunitense (n. 1932)
- 19 aprile - Dave Wilcox, giocatore di football americano statunitense (n. 1949)
- 20 aprile - Josep Fusté, calciatore spagnolo (n. 1941)
- 20 aprile - Mirella Giai, politica italiana (n. 1929)
- 20 aprile - Salma Khadra Jayyusi, scrittrice, poetessa e critica letteraria giordana (n. 1925)
- 20 aprile - Rosa Salhuana, cestista peruviana (n. 1939)
- 21 aprile - Ernie Barrett, cestista e allenatore di pallacanestro statunitense (n. 1929)
- 21 aprile - Maria Charles, attrice britannica (n. 1929)
- 21 aprile - Sergio Rendine, compositore italiano (n. 1954)
- 21 aprile - Juan Carlos Sarnari, calciatore argentino (n. 1942)
- 21 aprile - Kate Saunders, scrittrice e attrice britannica (n. 1960)
- 21 aprile - Mark Stewart, cantante britannico (n. 1960)
- 22 aprile - Herb Douglas, lunghista statunitense (n. 1922)
- 22 aprile - Barry Humphries, attore, sceneggiatore e doppiatore australiano (n. 1934)
- 22 aprile - Kiem Keng Kwee, astronomo indonesiano (n. 1927)
- 23 aprile - Tori Bowie, velocista e lunghista statunitense (n. 1990)
- 23 aprile - Boris Markarov, pallanuotista sovietico (n. 1935)
- 23 aprile - Nicolae Neagoe, bobbista rumeno (n. 1941)
- 23 aprile - Rainer Osselmann, pallanuotista tedesco (n. 1960)
- 23 aprile - Randor Guy, saggista, giornalista e avvocato indiano (n. 1937)
- 23 aprile - Sergio Salvi, scrittore e poeta italiano (n. 1932)
- 23 aprile - Frank Shu, astrofisico cinese (n. 1943)
- 24 aprile - Şerban Ciochină, triplista rumeno (n. 1939)
- 24 aprile - Fumio Demura, artista marziale e attore giapponese (n. 1938)
- 24 aprile - Corrado Ruggeri, giornalista e scrittore italiano (n. 1957)
- 25 aprile - Frank Agrama, regista e produttore cinematografico egiziano (n. 1930)
- 25 aprile - Harry Belafonte, cantante, musicista e attore statunitense (n. 1927)
- 25 aprile - Vera Krepkina, lunghista e velocista sovietica (n. 1933)
- 25 aprile - François Léotard, politico francese (n. 1942)
- 25 aprile - Alapati Lui Mataeliga, arcivescovo cattolico samoano (n. 1953)
- 25 aprile - Renzo Pascolat, politico italiano (n. 1940)
- 26 aprile - Željko Bilecki, calciatore jugoslavo (n. 1950)
- 26 aprile - Domenico Cavallo, ciclista su strada e dirigente sportivo italiano (n. 1961)
- 26 aprile - Stefano Gentili, politico italiano (n. 1957)
- 26 aprile - Sonny Gordon, giocatore di football americano statunitense (n. 1965)
- 26 aprile - Adela Ringuelet, astrofisica e astronoma argentina (n. 1930)
- 26 aprile - Kaur Singh, pugile indiano (n. 1950)
- 27 aprile - Riccardo Bruni, insegnante italiano (n. 1956)
- 27 aprile - Raffaele Colapietra, storico italiano (n. 1931)
- 27 aprile - Jean-Paul Costa, magistrato francese (n. 1941)
- 27 aprile - Dick Groat, giocatore di baseball e cestista statunitense (n. 1930)
- 27 aprile - Wee Willie Harris, cantante, musicista e pianista britannico (n. 1933)
- 27 aprile - Galina Ričardovna Kastel', astronoma sovietica (n. 1946)
- 27 aprile - Giovanni Lombardo Radice, attore e sceneggiatore italiano (n. 1954)
- 27 aprile - Jerry Springer, conduttore televisivo, politico e giornalista britannico (n. 1944)
- 27 aprile - Wiktor Wysoczański, vescovo vetero-cattolico polacco (n. 1939)
- 28 aprile - Andrea Augello, politico e saggista italiano (n. 1961)
- 28 aprile - Jeremy Fox, pentatleta britannico (n. 1941)
- 28 aprile - Ranajit Guha, storico indiano (n. 1923)
- 28 aprile - Harold Kushner, rabbino, teologo e scrittore statunitense (n. 1935)
- 28 aprile - Peter Lilienthal, regista, sceneggiatore e attore tedesco (n. 1927)
- 28 aprile - Nicola Magrone, politico e magistrato italiano (n. 1940)
- 28 aprile - Sergio Ottolina, velocista e bobbista italiano (n. 1942)
- 28 aprile - Toshio Shōji, nuotatore giapponese (n. 1940)
- 29 aprile - Abu al-Hussein al-Husseini al-Qurashi, terrorista iracheno (n. 1979)
- 29 aprile - Armando Foschi, politico italiano (n. 1928)
- 29 aprile - Jurij Petrov, calciatore russo (n. 1974)
- 29 aprile - István Vágó, conduttore televisivo, musicista e politico ungherese (n. 1949)
- 30 aprile - Italo Bianchi, religioso e compositore italiano (n. 1936)
- 30 aprile - Ralph Boston, lunghista statunitense (n. 1939)
- 30 aprile - Sebastiano Burgaretta Aparo, politico italiano (n. 1933)
- 30 aprile - Luis Larrosa, cestista uruguaiano (n. 1958)
- 30 aprile - Fabrizio Pasquero, giornalista e autore televisivo italiano (n. 1937)
- 30 aprile - César Vittorelli, cestista peruviano (n. 1946)